# Moment (альбом Dark Tranquillity)
Moment — двенадцатый студийный альбом шведской метал-группы Dark Tranquillity, вышедший 20 ноября 2020 года на лейбле Century Media Records. Альбом был записан в Швеции на Nacksving Studios и Rogue Music Мартином Брандстремом, а затем сведен Йенсом Богреном в Fascination Street Studios в городе Эребру.

## Об альбоме
Альбом Moment вышел после самой большой кадровой перестановки в истории группы. Гитарист Никлас Сундин ушел из коллектива, но давние ветераны сцены Кристофер Эмотт (ex-Arch Enemy) и Йохан Рейнхольц (Nonexist и Andromeda), перешедшие из концертного состава в студийный, помогли записать альбом уровня Dark Tranquility, который был установлен годами.
В обзоре Sonic Perspective Джонатан Смит сказал: «В общей схеме почти 30-летней карьеры Dark Tranquillity этот альбом — один из самых отточенных, но в то же время и один из самых безопасных, вышедших из их арсенала. Он не оказывает такого же уровня продолжительного воздействия, как Fiction, но всё же является небольшим шагом вперёд по сравнению с большинством того, что было между этим альбомом и настоящим».

## Список композиций
| №                   | Название                | Длительность |
| ------------------- | ----------------------- | ------------ |
| 1.                  | «Phantom Days»          | 3:59         |
| 2.                  | «Transient»             | 4:11         |
| 3.                  | «Identical to None»     | 3:41         |
| 4.                  | «The Dark Unbroken»     | 4:54         |
| 5.                  | «Remain in the Unknown» | 4:40         |
| 6.                  | «Standstill»            | 4:11         |
| 7.                  | «Ego Deception»         | 4:21         |
| 8.                  | «A Drawn Out Exit»      | 4:01         |
| 9.                  | «Eyes of the World»     | 3:50         |
| 10.                 | «Failstate»             | 3:20         |
| 11.                 | «Empires Lost to Time»  | 4:10         |
| 12.                 | «In Truth Divided»      | 4:41         |
| Общая длительность: | Общая длительность:     | 49:59        |

| №  | Название             | Длительность |
| -- | -------------------- | ------------ |
| 1. | «Silence as a Force» | 3:27         |
| 2. | «Time in Relativity» | 3:54         |

## Чарты
| Чарт (2020)                         | Высшая позиция |
| ----------------------------------- | -------------- |
| Австрия (Ö3 Austria)                | 24             |
| Германия (Offizielle Top 100)       | 17             |
| Швейцария (Schweizer Hitparade)     | 16             |
| Франция (SNEP)                      | 181            |
| Бельгия/Фландрия (Ultratop)         | 196            |
| Бельгия/Валлония (Ultratop)         | 50             |
| Швеция (Sverigetopplistan)          | 14             |
| Финляндия (Suomen virallinen lista) | 9              |
| Италия (Classifica album)           | 96             |
| Испания (PROMUSICAE)                | 71             |

## Участники записи
Данные с сайта AllMusic.

### Dark Tranquillity
- Микаель Станне – вокал
- Кристофер Эмотт – ритм-гитара
- Йохан Рейнхольдс – соло-гитара
- Андерс Иверс – бас-гитара
- Мартин Брэндстрём – клавишные
- Андерс Йиварп – ударные

### Дополнительный персонал
- Йенс Богрен – мастеринг
- Никлас Сундин – Оформление
- Дэниел Фальк – фотография